# Душан Ђокић
Душан Ђокић (20. фебруар 1980, Прокупље) је бивши српски фудбалер. Играо је на позицији нападача.

## Каријера
Каријеру је почео у Топличанину из Прокупља, где је за први тим у сезони 1997/98, на 29 мечева постигао 13 голова, да би каријеру наставио у Динаму из Панчева, чији је члан био од 1998. до 2000. године. Две године је играо за Рад од 2000. до 2002, једну сезону у Земуну (2002/03), а истакао се головима за Обилић у шампионату 2003/04, када је 13 пута био стрелац у 29 сусрета. Играо је и за Железник, а сјајне партије пружио је у дресу Вождовца 2005. године, када је на 17 утакмица постигао 11 голова. Била је то довољна препорука за прелазак у редове Црвене звезде.
Сјајно се снашао у црвено-белом дресу по доласку у зимском прелазном року 2006. године. Већ на дебију против Вождовца (2:0) постигао је гол у 12. секунди утакмице. По два пута је погађао мреже Обилића (3:2), Будућности из Банатског Двора (4:0) и ОФК Београда (2:0), а једном Војводине (3:1). За Звезду је на девет утакмица у пролећном делу сезоне постигао осам голова и допринео повратку титуле на Маракану. Са укупно 19 погодака за Вождовац и Звезду у сезони 2005/06. био је други стрелац лиге, изабран је и у идеални тим шампионата заједно са још седам саиграча из Звезде, освојио дуплу круну и чинио одличан тандем са Николом Жигићем.
Наредне сезоне је затресао мрежу Милана (1:2) у реваншу трећег кола квалификација за Лигу шампиона, али црвено-бели нису успели да елиминишу италијански тим, који је касније постао првак Европе, а претходно им је УЕФА прогледала кроз прсте због учешћа у намештању мечева у Серији А. Ђокић је одиграо врло добру јесењу сезону, постигао много важних голова у првенству, међу којима су два против Вождовца (2:0), победоносни против Војводине (1:0), у финишу шампионата се два пута уписао у тријумфу против Бежаније (4:2), постигао и гол у финалу Купа против Војводине (2:0). Црвено-бели су одбранили дуплу круну, а Ђокић је са 14 голова био трећи стрелац лиге. Са 16 погодака у свим такмичењима био је голгетер клуба, а одиграо је и највише утакмица (37).
Каријеру је наставио у белгијском Брижу, чији је члан био од 2007. до 2010. године (26 мечева, четири гола), али је играо и на позајмицама у кипарској Омонији, румунској Астри из Плоештија. Био је и у кинеском Чонкинг Лифану и пољском Заглебју из Лубина, а од 2011. до 2012. носио је дрес Нарјана из Саудијске Арабије. Након тога се вратио у Србију и наступао за Вождовац (2012/13), Динамо из Панчева (2013/14) и Земун.

## Трофеји
Црвена звезда
- Првенство СЦГ / Србије (2): 2005/06, 2006/07.
- Куп СЦГ / Србије (2): 2005/06, 2006/07.